# Tomáš Fleischmann
Tomáš Fleischmann (* 16. května 1984, Kopřivnice) je bývalý český hokejový útočník.

## Rodina
Jeho dědeček Jaroslav Fleischmann starší je bývalý hokejový útočník, v československé nejvyšší soutěži odehrál pouze jednu sezonu 1958/59, ve které vstřelil dvě branky v dresu TJ Slavoj České Budějovice. Otec Jaroslav Fleischmann mladší je hokejový trenér, který se zabývá výchovou mládeží. Starší sestra Monika Tihlářová (dříve Monika Fleischmannová) je florbalistka, která nastupovala v české nejvyšší soutěži žen. Za nevlastní sourozence má hokejisty Ondřeje Kovařčíka a Michala Kovařčíka.

## Hráčská kariéra
Byl draftován v roce 2002 týmem Detroit Red Wings. Zprvu působil v nižších soutěžích, v týmech Portland Pirates nebo Hershey Bears a v roce 2004 byl vyměněn za Roberta Langa do Capitals. Pokračoval na farmě v Hershey a v roce 2005 si odbyl premiéru v NHL.
Dne 30. listopadu 2010 byl vyměněn do týmu Colorado Avalanche za Scotta Hannana. Během léta 2011 potom podepsal smlouvu s Floridou.
V únoru 2015 byl z Floridy vyměněn do Anaheimu, odkud po neúspěšných vyřazovacích bojích odešel jako volný hráč. V září 2015 pak byl pozván na zkoušku do Montrealu, se kterým v říjnu, těsně před začátkem základní části, podepsal roční smlouvu. Canadiens ho však v únoru 2016 vyměnili do Chicaga, kde na jaře 2016 odehrál své poslední soutěžní zápasy.

## Ocenění a úspěchy
- 2004 WHL - Druhý All-Star Tým (Východ)
- 2006 AHL - Nejlepší nahrávač v playoff
- 2007 AHL - Nejlepší nahrávač v playoff
- 2007 AHL - All-Star Game

## Prvenství
- Debut v NHL - 3. listopadu 2005 (Philadelphia Flyers proti Washington Capitals)
- První asistence v NHL - 6. listopadu 2005 (Washington Capitals proti Toronto Maple Leafs)
- První gól v NHL - 24. února 2007 (New Jersey Devils proti Washington Capitals, kanadskému brankáři Martinu Brodeurovi)
- První hattrick v NHL - 15. prosince 2010 (Chicago Blackhawks proti Colorado Avalanche)

## Klubové statistiky
| Sezóna        | Klub                | Soutěž        |     | Základní část | Základní část | Základní část | Základní část | Základní část |    | Play off | Play off | Play off | Play off | Play off |
| Sezóna        | Klub                | Soutěž        | Z   | G             | A             | B             | TM            | Z             | G  | A        | B        | TM       |          |          |
| 2001/2002     | HK Nový Jičín       | 2.ČHL         | 8   | 3             | 2             | 5             | 8             | 7             | 3  | 4        | 7        | 35       |          |          |
| 2002/2003     | Moose Jaw Warriors  | WHL           | 65  | 21            | 50            | 71            | 36            | 12            | 4  | 11       | 15       | 6        |          |          |
| 2003/2004     | Moose Jaw Warriors  | WHL           | 60  | 33            | 42            | 75            | 32            | 10            | 3  | 4        | 7        | 10       |          |          |
| 2004/2005     | Portland Pirates    | AHL           | 53  | 7             | 12            | 19            | 14            | —             | —  | —        | —        | —        |          |          |
| 2005/2006     | Hershey Bears       | AHL           | 57  | 30            | 33            | 63            | 32            | 20            | 11 | 21       | 32       | 15       |          |          |
| 2005/2006     | Washington Capitals | NHL           | 14  | 0             | 2             | 2             | 0             | —             | —  | —        | —        | —        |          |          |
| 2006/2007     | Hershey Bears       | AHL           | 45  | 22            | 29            | 51            | 22            | 19            | 5  | 16       | 21       | 10       |          |          |
| 2006/2007     | Washington Capitals | NHL           | 29  | 4             | 4             | 8             | 8             | —             | —  | —        | —        | —        |          |          |
| 2007/2008     | Washington Capitals | NHL           | 75  | 10            | 20            | 30            | 18            | 2             | 0  | 0        | 0        | 0        |          |          |
| 2008/2009     | Washington Capitals | NHL           | 73  | 19            | 18            | 37            | 20            | 14            | 3  | 1        | 4        | 4        |          |          |
| 2009/2010     | Hershey Bears       | AHL           | 2   | 0             | 1             | 1             | 0             | —             | —  | —        | —        | —        |          |          |
| 2009/2010     | Washington Capitals | NHL           | 69  | 23            | 28            | 51            | 28            | 6             | 0  | 1        | 1        | 6        |          |          |
| 2010/2011     | Washington Capitals | NHL           | 23  | 4             | 6             | 10            | 10            | —             | —  | —        | —        | —        |          |          |
| 2010/2011     | Colorado Avalanche  | NHL           | 22  | 8             | 13            | 21            | 8             | —             | —  | —        | —        | —        |          |          |
| 2011/2012     | Florida Panthers    | NHL           | 82  | 27            | 34            | 61            | 26            | 7             | 1  | 2        | 3        | 2        |          |          |
| 2012/2013     | Florida Panthers    | NHL           | 48  | 12            | 23            | 35            | 16            | —             | —  | —        | —        | —        |          |          |
| 2013/2014     | Florida Panthers    | NHL           | 80  | 8             | 20            | 28            | 22            | —             | —  | —        | —        | —        |          |          |
| 2014/2015     | Florida Panthers    | NHL           | 52  | 7             | 14            | 21            | 8             | —             | —  | —        | —        | —        |          |          |
| 2014/2015     | Anaheim Ducks       | NHL           | 14  | 1             | 5             | 6             | 4             | 6             | 0  | 1        | 1        | 0        |          |          |
| 2015/2016     | Montreal Canadiens  | NHL           | 57  | 10            | 10            | 20            | 28            | —             | —  | —        | —        | —        |          |          |
| 2015/2016     | Chicago Blackhawks  | NHL           | 19  | 4             | 1             | 5             | 4             | 4             | 0  | 0        | 0        | 0        |          |          |
| Celkem ve WHL | Celkem ve WHL       | Celkem ve WHL | 125 | 54            | 92            | 146           | 168           | 35            | 4  | 5        | 9        | 12       |          |          |
| Celkem v AHL  | Celkem v AHL        | Celkem v AHL  | 157 | 59            | 75            | 134           | 68            | 39            | 16 | 37       | 53       | 25       |          |          |
| Celkem v NHL  | Celkem v NHL        | Celkem v NHL  | 657 | 137           | 198           | 335           | 200           | 39            | 4  | 5        | 9        | 12       |          |          |

## Reprezentace
| Rok                    | Tým                    | Soutěž                 | Z                      | G  | A | B | TM |   |
| ---------------------- | ---------------------- | ---------------------- | ---------------------- | -- | - | - | -- | - |
| 2002                   | Česko 18               | MS-18                  | 8                      | 1  | 2 | 3 | 2  |   |
| 2003                   | Česko 20               | MSJ                    | 6                      | 2  | 0 | 2 | 0  |   |
| 2004                   | Česko 20               | MSJ                    | 7                      | 2  | 2 | 4 | 2  |   |
| 2008                   | Česko                  | MS                     | 7                      | 2  | 3 | 5 | 0  |   |
| 2010                   | Česko                  | OH                     | 5                      | 1  | 2 | 3 | 2  |   |
| 2013                   | Česko                  | MS                     | 8                      | 2  | 0 | 2 | 0  |   |
| Juniorská reprezentace | Juniorská reprezentace | Juniorská reprezentace | Juniorská reprezentace | 21 | 5 | 4 | 9  | 4 |
| Seniorská reprezentace | Seniorská reprezentace | Seniorská reprezentace | Seniorská reprezentace | 20 | 5 | 5 | 10 | 2 |